# Zhang Lingfu

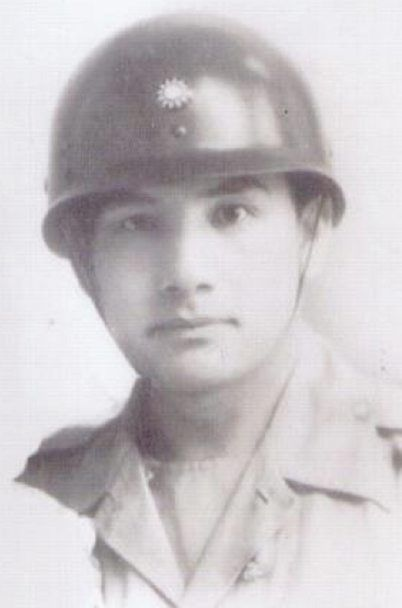
En 1947.

Zhang Lingfu (張靈甫, 20 août 1903 - 16 mai 1947) est un général de l'armée nationale révolutionnaire qui a combattu avec succès les communistes et l'armée impériale japonaise. En 1947, son unité est encerclée par les forces communistes chinoises de Chen Yi et Su Yu, les renforts n'arrivant pas à temps, il est tué au combat le 16 mai 1947 durant la campagne de Menglianggu (en).

## Biographie

### Jeunesse et formation
Zhang est né sous le nom Zhonglin (鐘麟) dans une famille de petite noblesse rurale à Xi'an, la capitale de la province du Shaanxi. Il fait preuve de talent en calligraphie durant ses années d'école et est félicité par son maître Yu Youren, célèbre calligraphe et professeur de l'époque. En 1924, il a été admis au département d'histoire de l'université de Pékin mais abandonne ses études et rejoint avec d'autres étudiants l'académie de Huangpu au Sud du pays. Il a alors pour camarades de classe Du Yuming, Fan Hanjie, Li Mi, Qiu Qingquan, Hu Lien, Liu Yuzhang, Guan Linzheng et Lin Biao. En tant que membre de la 4e promotion de l'académie, il rejoint le 1er corps de l'armée nationale révolutionnaire dont Tchang Kaï-chek est commandant, ainsi que commandant-en-chef de l'expédition du Nord. Après la séparation entre nationalistes et communistes en 1927, il reste dans le Parti nationaliste chinois et participe aux campagnes d'encerclement contre le soviet Jiangxi–Fujian (en) sous les ordres du général nationaliste Hu Zongnan. En 1936, il suspecte sa femme de le tromper et la tue par balle chez eux. Tchang Kaï-chek le condamne à 10 ans de prison pour cela.

### Seconde guerre sino-japonaise
Après avoir été incarcéré pendant moins d'un an, la seconde guerre sino-japonaise éclate et son ancien camarade de l'académie Wang Yaowu le fait libérer sous caution et le nomme commandant de régiment. Zhang participe ainsi aux violents combats de rues de la bataille de Shanghai et de la bataille de Nankin. En 1938, il est promu commandant de brigade. Durant la bataille de Wanjialing (en) sur le théâtre de Wuhan, il mène personnellement un détachement qui coupe la retraite japonaise et assure la victoire chinoise finale. En 1939, il est blessé à sa jambe gauche durant la bataille de Nanchang. Bien que son médecin lui dit qu'il doit se reposer un mois pour que sa blessure se guérisse, il repart au combat et participe à la bataille de Changsha. Sans surprise, il ne récupère pas de ses blessures et ses collègues le surnomment le « général boiteux ». Par la suite, il est promu vice-commandant de la 51e division et vice-commandant du 74e corps. En 1943, Zhang mène personnellement des troupes pour soutenir les défenseurs chinois assiégés lors de la féroce bataille de Changde et force l'armée impériale japonaise à se retirer, et Tchang Kaï-chek le surnomme le « soldat modèle ». Bien qu'il échoue à sauver le général Fang Xianjue (en) des attaques japonaises durant la défense de Hengyang (en) en 1944, son unité se bat bien et il tente son possible. Le conseil national de guerre ne prend donc aucune sanction contre lui. Après cet épisode malheureux dans sa carrière militaire, son ancien supérieur Wang Yaowu l'aide de nouveau en l'envoyant au United States Army War College pour étudier, et Zhang y obtient les meilleurs notes. En mai 1945, il combat sous les ordres de Wang Yaowu à la bataille de l'Ouest du Hunan et est décoré de l'ordre du Trépied sacré et la médaille de la Liberté, et He Yingqin le promut commandant du 74e corps.

### Guerre civile chinoise
Peu après la fin de la guerre sino-japonaise, la guerre civile chinoise reprend. Tchang Kaï-chek réorganise ses divisions entraînées et équipées par les Américains en cinq unités d'élite : la Nouvelle Première Armée de Sun Li-jen, la Nouvelle Sixième Armée de Liao Yaoxiang, la Cinquième Armée de Qiu Qingquan, la Dix-Huitième Armée de Hu Lien, et le 74e corps de Zhang. Comme beaucoup de ses camarades d'académie, Zhang participe à l'avancée nationaliste contre les régions contrôlées par les communistes, et remporte une victoire écrasante à la bataille de Huaiyin–Huai'an (en) en août 1946. Début 1947, Tchang change sa stratégie et lance des attaques sur Yan'an et la province du Shandong sous le commandement de Hu Zongnan et avec Gu Zhutong comme commandant-en-chef, et le 74e corps de Zhang aide à accélérer l'avancée nationaliste au Shandong. Les commandants communistes Chen Yi et Su Yu évitent d'affronter les nationalistes car ils ont réuni leurs formations ensemble, ce qui rend inefficace leur tactique de guérilla. Tang Enbo ordonne au 74e corps de Zhang Lingfu d'avancer plus loin que son objectif initial et il se retrouve piégé par 5 colonnes communistes qui l'encerclent le 12 mai 1947. Tchang ordonne au 25e corps de Huang Baitao, au 83e corps de Li Tianxia, à la 11e division de Hu Lien, et au 5e corps de Qiu Qingquan, l'ordre de sauver Zhang Lingfu de l'encerclement communiste. Mais Li Tianxia n'envoie qu'une force symbolique pour aider son collègue en difficulté par jalousie. Huang Baitao fait de son mieux mais ses efforts sont insuffisants malgré un soutien aérien et l'aide de tanks. Qiu Qingquan et Hu Lien sont trop loin du champ de bataille pour vraiment aider. La situation empire davantage lorsque des espions communistes infiltrés chez les nationalistes, comme Guo Rugui (zh) et Liu Fei (zh), transmettent des informations militaires vitales aux commandants communistes. La difficulté du terrain montagneux empêche également Zhang d'utiliser l'artillerie lourde. Le matin du 16 mai 1947, Tchang menace d'exécuter ses commandants s'ils ne parviennent pas à sauver Zhang Lingfu et le 74e corps, mais aucun général nationaliste ne réussit à temps. Zhang est tué au combat dans une grotte transformée en abri à environ 15h00, bien que certaines sources prétendent qu'il se serait suicidé.

### Postérité
Tchang Kaï-chek perd l'un de ses meilleurs généraux à la campagne de Menglianggu (en) et son 74e corps d'élite en sort anéanti. Bien qu'il soit reformé par la suite, il ne regagne jamais sa puissance d'autrefois et est de nouveau décimé à la campagne de Huaiai (en) l'année suivante. En raison de cette défaite désastreuse, Tchang répond en relevant Gu Zhutong de son commandement, Tang Enbo perd sa fonction de commandant de la Première Armée, Li Tianxia est jugé en cour martiale et ne peut plus commander pendant deux ans, tandis que Huang Baitao est sérieusement réprimandé mais est autorisé à garder le commandement du 25e corps. Tchang Kaï-chek organise personnellement des funérailles nationales pour Zhang après avoir repris son corps aux forces communistes, et il renomme le comté de Mengyin en son honneur. Lorsque le gouvernement nationaliste fuit à Taïwan, les survivants du 74e corps transfèrent les restes de leur commandant au sanctuaire national des martyrs révolutionnaires de Taipei.

## Anecdote
Début 2009, sa veuve envoie une lettre au président du parti du Kuomintang, Wu Po-hsiung (en), pour demander la réédition des médailles de son mari puisque sa boîte de médaille a été détruite à la fin de la campagne de Menglianggu. Mais le porte-parole du ministère de la Défense nationale lui affirme qu'il faut payer pour cela. La nouvelle provoque une vive polémique quand les médias sont mis au courant. Le ministre de la Défense tient alors une conférence de presse, fait des excuses à sa famille, réédite immédiatement les médailles, et promet des sanctions contre les responsables de ce scandale.